# Fejria Deliba
Fejria Deliba est une actrice, scénariste et réalisatrice française.

## Biographie
Elle est la septième d’une fratrie de neuf enfants, et grandit dans une cité de la banlieue parisienne du Val-de-Marne. En 1985, elle tourne dans un clip d'un succès de Daniel Balavoine, L'Aziza, retenue un peu par hasard dans le casting de cette œuvre anti-raciste. Elle poursuit des formations de comédien, avec des cours gratuits de la Ville de Paris, puis chez Yves Pignot. Là, elle se lie d'amitié avec Albert Dupontel. Après avoir été retenue dans une formation de 1987 à 1989 à l'École du Théâtre national de Chaillot, jeune école dirigée alors par Antoine Vitez, elle commence véritablement une carrière d'actrice sur les planches.
Mais dès 1988, elle apparaît également au cinéma, notamment comme l'une des jeunes femmes de La Bande des quatre de Jacques Rivette. Jacques Rivette l'a vu chez Vitez et la retient dans ses castings, avec Laurence Côte et Bernadette Giraud, à la fois au théâtre et au cinéma. Elle apparaît aussi à la télévision. Elle enchaîne les interprétations au théâtre, au cinéma et à la télévision jusqu'en 2008, où elle marque une pause.
En tant que réalisatrice, son premier court métrage, en 1991, Le Petit chat est mort, est primé à plusieurs reprises. Elle y fait entrer Molière dans la cuisine d'un HLM de banlieue parisienne.
En 2016, son premier long métrage, D'une pierre deux coups, reçoit un très bon accueil critique,,.

## Filmographie

### Actrice

#### Cinéma
- 1988 : De bruit et de fureur de Jean-Claude Brisseau : Mina
- 1989 : La Bande des quatre de Jacques Rivette[5] : Anna
- 1991 : Le Petit chat est mort de Fejria Deliba (court-métrage)
- 1997 : Sous les pieds des femmes de Rachida Krim : Aya
- 1998 : Fin août, début septembre d'Olivier Assayas : l'amie de Lucie
- 1999 : Haut les cœurs ! de Sólveig Anspach : l'infirmière en chimio
- 1999 : Crème et crémaillère de Rima Samman (court-métrage)
- 2000 : Marie-Line de Mehdi Charef : Meriem
- 2001 : Roberto Succo de Cédric Kahn : l'examinatrice médicale
- 2001 : Inch'Allah dimanche de Yamina Benguigui [6]. : Zouina
- 2002 : La Fosse rouge de Sylvain Labrosse (court-métrage) : l'examinatrice
- 2005 : Juste une vache de Guy-Marie Lopez (court-métrage) : Katie
- 2008 : Nés en 68 d'Olivier Ducastel et Jacques Martineau : Dalila
- 2008 : Des poupées et des anges de Nora Hamdi : la mère
- 2009 : Au voleur de Sarah Leonor (Sarah Petit) : Nouria
- 2010 : Tout ce qui brille de Géraldine Nakache et Hervé Mimran : Nadia
- 2011 : Carré blanc de Jean-Baptiste Léonetti : la mère de Philippe
- 2012 : Mes héros d'Eric Besnard : Rachida
- 2016 : D'une pierre deux coups de Fejria Deliba : Sonia
- 2018 : Grâce à Dieu de François Ozon : l'avocate
- 2021 : Arthur Rambo de Laurent Cantet : la femme politique Sonia Boukra
- 2021 : Playlist de Nine Antico : la mère de Louise
- 2022 : Un beau matin de Mia Hansen-Løve
- 2022 : 16 Ans de Philippe Lioret

#### Télévision
- 1991 : Deux flics à Belleville de Sylvain Madigan
- 1992 : Pleure pas ma belle de Michel Andrieu
- 1999 : Avec les loups, dans la série Navarro de Patrick Jamain
- 1999 : Médecins de nuit de Gilles Béhat
- 2001 : 17 rue des Moulins de Rémy Burkel
- 2003 : Virus au paradis de Olivier Langlois
- 2004 : Permis d'aimer de Rachida Krim
- 2004 : Grand Froid, dans la série Jeff et Léo, flics et jumeaux d'Olivier Guignard
- 2005 : Les Montana de Benoît d'Aubert
- Pas si simple de Rachida Krim.
- Garçon manqué de David Elrieux.
- Les beaux mecs de Gilles Bannier.
- Bouquet final de Josée Dayan.
- Boulevard du palais de Christian Bonnet.
- Meurtres à Saint-Malo de Lionel Bailliu.
- Dame de sang d'Alexis Lecaye.
- 2015 : Cheyenne de Jean-Marc Brondolo
- 2018 : Ronde de nuit d'Isabelle Czajka
- 2021 :  Un si grand soleil
- 2022 : Les Pennac(s) de Nicolas Picard-Dreyfuss et Emmanuelle Caquille

#### Clip
- 1985 : L'Aziza, de Daniel Balavoine, réalisation Olivier Chavarot

### Réalisatrice

#### Court métrage
- Le Petit chat est mort, Fejria Deliba, 1991[2].
  - Grand prix du Festival de Clermont-Ferrand, 1992.
  - Grand prix du Festival de Belfort, 1991
  - Prix "Novaïs Texeira" meilleur court-métrage, Critique française, 1992.
  - Prix du Centre des humanités, au festival de Vaulx-en-Velin, 1992.
  - Prix spécial décerné aux actrices, festival d'Alès, 1992.
  - Sélection "Panorama", au festival de Berlin, 1992.
  - Sélection Semaine de la critique, au festival de Cannes, 1992.
  - Prix de la première œuvre :"Ciné-ciné court" 1998
  - prime a la qualité CNC,
  - France 2, Canal plus.
  - Sélectionné par le CNC et le rectorat pour Lycée au cinéma et Collège au cinéma

#### Long métrage
- 2016 : D'une pierre deux coups

## Théâtre
- 1989 : Passions-Charlotte Corday de Michel Authier, mise en scène Jean-Louis Jacopin, création au Théâtre de Caen
- 1989 : Tite et Bérénice de Pierre Corneille, mise en scène Jacques Rivette, création au Théâtre Gérard-Philipe (Saint-Denis) : Bérénice[2],[7].
- 1989-1992 : Pathologies verbales, hommage à Littré, mise en scène Thierry Bédard, Théâtre Gérard-Philipe (Saint-Denis)
- 1990 : La Comédie des mots, d'Arthur Schnitzler, mise en scène Philippe Froger, Théâtre Quotidien, Lorient, Festival des Tombées de la nuit
- 1992 : Bérénice de Racine, mise en scène Christian Rist, Théâtre de l’Athénée, tournée France : Bérénice
- 1994 : Bérénice de Racine, mise en scène Christian Rist, tournée Syrie, Liban, Grèce, Égypte, Israël, Maroc : Bérénice[8].
- 1995 : Une famille déplacée, d'après Pierre Bourdieu, mise en scène Laurent Bénichou, Cartoucherie de Vincennes
- 1995 : La Misère du monde, d'après Pierre Bourdieu, mise en scène Philippe Adrien, Cartoucherie de Vincennes
- 2001 : Oum, d'après Selim Nassib, mise en scène Lotfi Achour

## Distinctions
- 2013 : Lauréate de la Fondation Gan pour le Cinéma pour le long-métrage D'une pierre deux coups[9]
- 2014: Grand prix du public pour le scenario D'une pierre deux coups, lu par Fejria Deliba au Festival Premiers Plans d'Angers diffusé sur France Culture (podcast)
- 2016: Grand Prix du public pour le premier long-métrage D'une pierre deux coups au Festival Premiers Plans d'Angers
- Prix d'interprétation féminine au festival d'Albi, au festival de Valencia, au festival d'Arcachon pour son Rôle dans Inch'Allah dimanche, Yamina Benguigui, Grand prix festival de Montréal, grand prix festival de Marrakech, prix de la critique internationale festival de Toronto, prix du meilleur film, prix du public et prix d'interprétaion au festival d'Arcachon.
- 2017 : D'une pierre deux coups, nommé au prix Louis Delluc du premier film.